# Barbara Kolb
Barbara Kolb   (Hartford, 10 de febrer de 1938 - North Providence, 21 d'octubre de 2024) va ser una compositora estatunidenca, coneguda per utilitzar les masses de so o sound mass en les seves obres i per ser la primera dona compositora americana a guanyar el Premi de Roma. La seva música està marcada pel seu ús melòdic, harmònic i rítmic en el qual la notació atonal és comunament acompanyada per elements del jazz i l'impressionisme francès.

## Biografia
El seu pare era el director musical de la ràdio local d'Hartford i dirigia, a vegades, algunes bandes locals. Kolb el descriu com un «home meticulós, que era increïblement bo en la improvisació». A causa de la feina del seu pare, es veuria exposada a moltes activitats com estar a la ràdio, reunir-se amb grans músics i anar a concerts de jazz els caps de setmana amb la seva família. Els seus pares no la recolzen com a músic perquè la van associar amb drogues i una mala vida.
Kolb relata el moment de decidir que volia ser compositora d'aquesta manera: «Personalment, crec que el meu desig de convertir-me en músic/compositor tenia a veure amb tot l'anterior, ja que veia els músics com a persones emocionants i divertides a les quals se'ls pagava per fer el que farien sense remuneració. El millor de tots els mons possibles, vaig pensar!».
Als set anys, Kolb descobreix el clarinet i s'enamora de l'instrument. Va estudiar clarinet a la Universitat de Hartfor, la Hartt School on més tard realitzarà els seus estudis de composició. Va ser deixebla d'Arnold Franchetti, un estudiant de Richard Strauss. Va formar part de l'Orquestra Simfònica i la banda d'Hartford com a clarinetista, etapa que descriu amb bastant menyspreu, referint-se als concerts de la banda com «estar a l'infern a l'estiu».
En 1964 va anar a Tanglewood com a estudiant de composició, on va conèixer Lukas Foss, qui la va motivar i va inspirar a dedicar-se completament a la composició. En 1965 es va traslladar a Nova York, on va viure tant en diners de premis com de beques, i treballant com a copista, el que descriu com "el més degradant" que un compositor pot fer. En 1968 Foss programa l'obra Three plau settings de Kolb a la seva sèrie de concerts de l'State University de Nova York a Buffalo. L'any següent, Kolb guanya el premi Guggenheim i el Premi de Roma. Posteriorment la seva música comença ser publicada per les editorials famoses com Boosey & Hawkes, Carl Fischer i Peters, també comença a ser gravada per Vox i Desto. La tardor següent comença a ensenyar composició i anàlisis al Brooklyn College.
Va ser compositora resident del Marlboro Music Festival (1973), a la American Academy de Roma (1974-75), a l'IRCAM de París (1983-84).

## Composicions
- Three Place Settings (1968)
- Crosswinds (1968).
- Trobar Clus, to Lukas (1970)
- Solitaire (1971).
- Apello (1976). Obra per a piano sol, cadascun dels quatre moviments estan basats en el llibre 1 de Pierre Boulez anomenat Structures (1952)[5]
- Spring River Flowers Moon Night (1974-1975). Per a dos pianistes en viu i un enregistrament que inclou un grup inusual d'instruments: mandolina, guitarra, camapanes, vibràfon, marimba i percussió.[5]
- Looking for Claudio (1975). Per a guitarra i un enregistrament de mandolina, sis guitarres, vibràfon, campanes i tres veus humanes.[5]
- Chromatic fantasy (1979) Per a flauta alto (amplificada), oboè, saxo soprano, trompeta en do, vibràfon, guitarra elèctrica i narrador.
- Cantico (1982)
- Millefoglie (1984-1985) combina enregistraments generats per computadores amb orquestra de cambra.[5]